# Coalición Obrera, Campesina, Estudiantil del Istmo
La Coalición Obrera, Campesina, Estudiantil del Istmo (COCEI) es una organización política mexicana de ideología socialista que tiene su sede en la ciudad de Juchitán de Zaragoza, Oaxaca. Fue fundada en 1973 por un grupo de estudiantes que se hicieron con el control de la Asociación de Estudiantes Juchitecos, en diciembre del mismo año se involucraron en una lucha contra "la corrupción imperante en la clínica de salud", esta acción les hizo ganar el apoyo de obreros y campesinos de la localidad. Producto de la unión con los trabajadores del sector agrícola se crea la Comisión Campesina Estudiantil de Juchitán (CCEJ), la cual en 1974 pasa la denominación actual. El ideario del grupo incluía el apoyo a la reforma agraria y los derechos laborales. En 1981 ganó las elecciones municipales, por lo que Juchitán se convirtió en el primer municipio mexicano en ser gobernado por un partido político de corte socialista. 

## Orígenes del movimiento social y fundación de la organización
La COCEI estuvo compuesta inicialmente por campesinos zapotecas y recibió el apoyo de sectores populares juchitecos que se oponían a la clase gobernante del momento que ejercía su poder a través del Partido Revolucionario Institucional (PRI). La Coalición fue conocida por "organizar a una población descontenta", además de ligarse con las teorías de democracia emergente y los movimientos populares de defensa. Entre los objetivos originales de la organización se encontraba modificar los procesos electorales en la región del Istmo de Tehuantepec; la transparencia política; la lucha contra el alza de precios; la oposición al acaparamiento de tierras; y la defensa de los sectores campesinos regionales. El movimiento creció rápidamente gracias a su capacidad de diversificar ideas permitiendo la incorporación de sectores de cualquier clase y tipo social.
De acuerdo con Monjardín (1983) y Rubin (1994), el movimiento social que dio origen a la COCEI es resultado de las transformaciones económicas y políticas ocurridas en México y la región del Istmo durante la década de los 60' del siglo XX. En particular, Campbell (1993) reconoce que la politización de los estudiantes juchitecos que presenciaron los movimientos estudiantiles de 1968 y de 1971 en la capital del país contribuyó a que dichos jóvenes optaran por movilizarse fuera del sistema de partido hegemónico dominado por el PRI cuando regresaron a Juchitán tras concluir sus estudios.
Al mismo tiempo, la inauguración del distrito de riego no. 19 en la región del Istmo en 1964 comenzó un lento proceso de privatización de la tierra en la región que movilizó a líderes campesinos como Manuel Vásquez Nicolás (1938- ) para reclamar el respeto a las tierras comunales de Juchitán. A la par, los proyectos para convertir al Istmo de Tehuantepec en una zona de desarrollo industrial impulsada por la industria azucarera, petrolera, ferrocarrilera y de la construcción, decididos sin consulta desde el centro de México consolidaron, por un lado, a una pequeña clase obrera regional preocupada por defender sus derechos laborales, y, por otro, ampliaron las desigualdades internas en los municipios de la región. Finalmente, el rechazo continuo del PRI juchiteco para celebrar elecciones internas democráticas condujo a que los jóvenes politizados en la capital del país se organizaran y tomaran la decisión de impulsar un movimiento social independiente que reivindicara la movilización popular.
Leopoldo De Gyves de la Cruz (1953- ) de la Facultad de Medicina de la Universidad Nacional Autónoma de México (UNAM);  Héctor Sánchez López (1950- ), graduado de la Escuela Superior de Ingeniería Mecánica y Eléctrica del Instituto Politécnico Nacional (IPN); Daniel López Nelio Santiago (1948-2004) de la Facultad de Ciencias Políticas y Sociales de la Universidad Nacional Autónoma de México (UNAM), y Carlos Sánchez López (1953-2004), construyeron una red de relaciones políticas en los barrios populares de la ciudad, así como en sus agencias municipales y los municipios vecinos para sumar apoyos al movimiento.
En 1974 la COCEI se presentó a las primeras elecciones municipales llevando como candidato a Leopoldo de Gyves Pineda y con un discurso de clase dirigido a los sectores obreros y campesinos, fueron derrotados por el PRI, pero los integrantes de la Coalición alegaron haber ganado las elecciones siendo víctimas de un fraude electoral. Sin embargo, la organización se convirtió en una fuerza opositora esa situación combinada con su discurso la convirtió en un movimiento regional en 1975. En 1977 se presenta a otro proceso electoral, pero vuelve a ser derrotada por los priistas.

## Desarrollo de la organización
En 1976 la COCEI ganó las elecciones para el Comisariado de Bienes Comunales, un órgano "encargado de ejecutar y hacer cumplir los acuerdos tomados por la Asamblea, así como de la representación y gestión administrativa del ejido, lleva la representación jurídica del núcleo agrario ante terceros con fundamento en los acuerdos tomados por la Asamblea legalmente constituida."

El Partido Comunista Mexicano se convirtió en la ventana de la COCEI para contender a las elecciones de manera oficial

Desde sus inicios, la organización fue perseguida por los gobiernos locales, según el escritor y periodista Carlos Monsiváis, entre 1974 y 1983 fueron asesinados 22 militantes de la COCEI en distintas acciones. Además de sufrir otro tipo de actos de persecución como acciones policiales, ataques armados en su contra o el exilio de algunos líderes que se encargan de formar a cuadros locales desde la Ciudad de México.
En 1977, se aprobó en México la Reforma política, la cual legalizó a diversas organizaciones políticas, entre ellas al Partido Comunista Mexicano (PCM). En 1980 la COCEI y el PCM forman una coalición para contender en las elecciones municipales, postulan como candidato a Leopoldo de Gyves de la Cruz. La alianza de izquierdas debe enfrentar al PRI y al Partido Popular Socialista (PPS), el voto favorece a la coalición COCEI-PCM, sin embargo mediante otro fraude electoral se decreta el triunfo del candidato tricolor. Sin embargo, la población de Juchitán se opuso a los resultados y tomó el Palacio Municipal, mientras que los partidos políticos solicitaron la anulación de las elecciones, tras 34 días de ocupación de la sede del Ayuntamiento se decretó la anulación electoral, lo que llevó a la celebración de nuevos comicios el 1 de marzo de 1981.

El Partido Socialista Unificado de México, heredero del PCM, continuó su colaboración con la COCEI

El 1 de marzo se celebró la elección, el PCM se convirtió en el Partido Socialista Unificado de México (PSUM), la nueva coalición COCEI-PSUM postuló a Leopoldo de Gyves hijo, quien se enfrentó a Israel de la Cruz Pineda, candidato del PRI. Los resultados de la votación dieron como ganador a la alianza de izquierdas que obtuvo 3,538 votos contra los 3,300 del candidato priísta. Debido a los antecedentes en la elección anulada, los Gobiernos de la República y del Estado de Oaxaca aceptaron los resultados de los comicios.

## Gobierno municipal de 1981 a 1983
El 10 de marzo, Leopoldo de Gyves hijo asumió la Presidencia Municipal de Juchitán, se convertía en el primer triunfo para una fuerza política de izquierda desde la Revolución mexicana, la COCEI denominó a la nueva administración como el Ayuntamiento Popular Degyves la cual buscaba rescatar la cultura zapoteca y el desarrollo urbano autónomo, las políticas adoptadas desde el primer día provocaron que el gobierno juchiteco estuviera enfrentado con gobierno del estado que sometió a Juchitán a una especie de bloqueo económico.

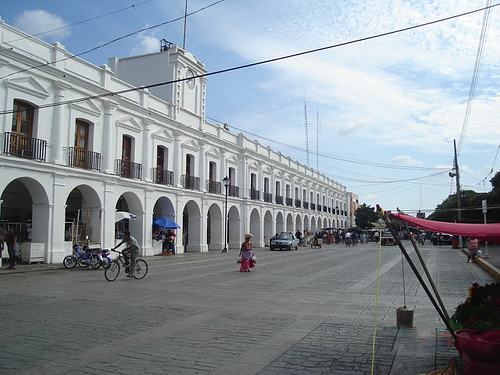
Palacio Municipal de Juchitán en la época

El nuevo gobierno adoptó un discurso que buscaba resaltar los valores de la cultura zapoteca, por lo que se adoptó una política enfocada en ese pueblo originario además de realizar discursos y publicidades en la lengua indígena. La política cultural adoptada por de Gyves, contó con la colaboración del artista local Francisco Toledo, con la ayuda del pintor y la decisión de apoyar el fomento a la creación cultural zapoteca convirtieron a la ciudad en uno de los centros culturales indígenas de América Latina.
Sin embargo, los esfuerzos por integrar a Juchitán en una comunidad socialista basada en sus raíces culturales se vieron obstaculizados por las acciones tomadas por las tres divisiones del PRI: municipal, estatal y federal. Se incluyeron ataques a políticos de la COCEI y el PSUM; atentados contra el Palacio Municipal, la sede de la COCEI y otras oficinas del Ayuntamiento; y acciones violentas coordinadas por la policía judicíal.
Ante el temor que provocaba que las acciones de la COCEI crearan un "estado dentro de un estado", el gobierno estatal comenzó a intervenir en el Ayuntamiento retirando algunas de sus funciones que pasaron a ser controladas por organismos superiores. Desde Oaxaca se comenzó a correr un rumor, que aseguraba que el Ayuntamiento Popular de Juchitán estaba vinculado a los guerrilleros guatemaltecos y nicaragüenses, por lo que se inició una campaña de difamación en la televisión, la radio y los medios de información. La campaña violenta se incrementó al asesinar a algunos regidores, hecho que provocó que el ejército interviniera en las oficinas locales y el palacio municipal hasta el año 1983.
Para combatir la falta de dinero proveniente de los fondos del estado, el Ayuntamiento inició una campaña de recaudación que contó con el apoyo de personalidades como el pintor Francisco Toledo, la escritora Elena Poniatowska, el actor Herodoto Zepada, la activista Rosario Ibarra de Piedra, además del científico y político Heberto Castillo. La etapa de financiación contó con el apoyo de activistas, luchadores sociales, artistas e intelectuales.
Con el dinero obtenido en la campaña de recaudación el gobierno coceísta puso en marcha algunas medidas sociales como la creación de una preparatoria incorporada a la Universidad Autónoma de Guerrero, una escuela normal superior, la creación de la Radio Ayuntamiento Popular que emitió durante su corta duración una programación en idiomas español y zapoteco, talleres de arte y cultura, brigadas médicas, la construcción de centros de salud en cinco poblaciones pertenecientes al municipio, campañas de alfabetización en colonias marginadas, la creación de una biblioteca y una librería.
En 1983 aumentó la campaña de hostilidad por parte del gobierno estatal al Ayuntamiento de Juchitán, el hecho definitivo sucedió el 31 de julio, cuando se celebraban los cierres de campaña de los candidatos del PRI y el PSUM al Congreso del Estado, grupos de choque provocaron un enfrentamiento entre los priistas y los socialistas que dejaron como saldo dos personas muertas y varios heridos. El 2 de agosto se declaró una orden de aprehensión en contra de Leopoldo de Gyves, donde se acusaba al alcalde de los delitos de "agresión, despojo, actuación ilegal, portación de armas, etcétera, y como responsable mayor de toda la violencia generada en el Istmo de Tehuantepec."
El 3 de agosto, el Congreso del Estado de Oaxaca, declaró la desaparición de poderes en el Ayuntamiento de Juchitán e instaló un concejo municipal encabezado por César Augusto Carrasco, exlíder de la Cámara de Comercio local. Sin embargo, al día siguiente, la Coalición se negó a entregar el poder, por lo que Leopoldo de Gyves continuó despachando en el Palacio Municipal. El 6 de agosto se convocó a un referéndum que contó con la participación de 30,000 habitantes, los votantes determinaron continuar con el Ayuntamiento Popular mediante el autofinanciamiento.
El 20 de noviembre se celebraron elecciones extraordinarias, la Coalición Obrera, Estudiantil, Campesina del Istmo postuló al dirigente Daniel López Nelio, quien contendió contra el priísta Javier Fuentes Valdivieso. Los resultados fueron 9,691 votos para el PRI; 8,812 a la COCEI; y 84 al candidato del PPS. Los coceístas denunciaron un fraude electoral, el cual se llevó a cabo mediante la intervención de priistas en el comité electoral municipal, instalación de casillas en domicilios de militantes del PRI o reparto clandestino de credenciales de elector. En protesta por los resultados, los simpatizantes de la Coalición ocuparon el Ayuntamiento. Finalmente, el 13 de diciembre, el Gobernador de Oaxaca, Pedro Vázquez Colmenares, ordenó el desalojo del inmueble, en la operación participaron elementos del ejército y policías judiciales.

## En la oposición
El 1 de enero de 1984, el priísta Javier Fuentes Valdivieso tomó posesión como alcalde de Juchitán. Aseguró que recurriría al ejército y a la policía en caso de necesitarlos para mantener la paz social. Antes de tomar posesión, el nuevo alcalde del PRI declaró "Ganamos las elecciones limpiamente y la COCEI tendrá que reconocer su derrota y cooperar con el nuevo ayuntamiento. Recurriremos al auxilio de las fuerzas del orden (policía y ejército) tantas veces como la situación lo amerite. Eso no quiere decir que gobernaremos con la policía en el Palacio".
En las elecciones de 1986, la COCEI se presentó a las elecciones con Javier Charis como candidato, por su parte el PRI nominó a Vicente Salinas. Los priistas volvieron a ganar. Sin embargo, el proceso electoral de nuevo se vio bajo sospechas de fraude, consciente de los problemas, el gobernador sustituto de Oaxaca, Jesús Martínez Álvarez, se inclinó por la opción del Concejo municipal. 
El mandatario estatal nombró a Jaime Larrazábal, exdirigente de la Confederación Nacional de Organizaciones Populares como Presidente del Concejo. Por primera ocasión políticos del PRI y la COCEI formaban parte de un mismo gobierno, posteriormente,  Felipe Martínez tomó el cargo hasta el 1989.

## Regreso al poder
En 1988, la Coalición se sumó al proyecto del Frente Democrático Nacional (FDN) que designó a Cuauhtémoc Cárdenas Solórzano como candidato para la Presidencia de la República, por lo que posteriormente la COCEI se ligaría al Partido de la Revolución Democrática (PRD), creado en 1989 como sucesor del FDN. En las elecciones de ese año, contendería en las elecciones municipales bajo el nombre PRD-COCEI, Héctor Sánchez López, líder de la Coalición fue el candidato y resultó elegido para desempeñar el cargo de Presidente Municipal.
La llegada al poder de Carlos Salinas de Gortari provocó un cambio en el trato con los grupos de oposición. En el mismo año de 1989, el nuevo presidente creó la llamada concertación social. Un acuerdo político mediante el cual el gobierno federal daría apoyo económico y político a cambio de que los partidos terminaran con su activismo contra el gobierno reconociendo la coexistencia entre la administración pública y los partidos opositores. Las negociaciones se cerraron con la firma del Acuerdo Nacional para la Ampliación de la Vida Democrática. La COCEI estuvo entre las organizaciones políticas que aceptaron el acuerdo. 
Se dio un acercamiento entre el gobierno federal y el Ayuntamiento, sin embargo, en diciembre de 1989, una visita de Salinas de Gortari a Juchitán fue cancelada debido a un conflicto entre militantes del PRI y la COCEI, que dejó como saldo a 4 personas muertas, heridos y detenidos. Sin embargo, este incidente no evitó que el municipio se convirtiera en un ejemplo para el gobierno salinista, por lo que las visitas del Secretaría de Desarrollo Social, Carlos Rojas Gutiérrez, eran frecuentes. De esta forma algunos líderes del coceísmo accedieron a cargos de poder importantes a nivel federal, entre ellos Sánchez López, quien en 1994 se convirtió en Senador por el PRD. En las elecciones de 1998, Sánchez fue el candidato a gobernador por el mismo partido, siendo derrotado por José Murat del PRI.
Entre 1989 y 2002, la Coalición ostentó de manera ininterrumpida la alcaldía de Juchitán. Entre 1993 y 1995, fue Oscar Cruz López, el presidente municipal, posteriormente se convertiría en Senador en 2003. Entre 1996 y 1998, Roberto López Rosado ostentó el mandato municipal. Entre 1999 y 2001 volvería a gobernar el municipio una de las figuras históricas de la COCEI, Leopoldo De Gyves de la Cruz, quien previamente se había desempeñado como diputado local y federal. En marzo de 2001, Juchitán se convirtió en el primer municipio que recibió al Ejército Zapatista de Liberación Nacional, De Gyves se encargó de recibir a los zapatistas.

## Entre el poder y la oposición
En las elecciones de 2001, la coalición PRD-COCEI perdió a alcaldía tras 13 años de gobierno. El 1 de enero de 2002, asumió el poder Héctor Matus Martínez del PRI. La Coalición menguó sus apoyos populares debido al desprestigio de algunos de sus líderes históricos y a las propias luchas internas de la organización que debido al crecimiento de fuerza comenzó a dividirse en más sectores. En 2004, la coalición PRD-COCEI recuperó la alcaldía tras ganar las votaciones. Alberto Reyna Figueroa asume la alcaldía en 2005.
A finales de 2005, la Coalición tuvo un acercamiento con la recién creada Alternativa Socialdemócrata y Campesina (ASD), debido a que Héctor Sánchez López se integró en el nuevo partido y se convirtió en uno de los dirigentes del ala "campesina" de la institución, sin embargo, el contacto entre COCEI y la ASD duró pocos meses, pues el dirigente de coceísta abandonó su militancia en Alternativa, cuando su sector no logró postular como candidato presidencial a las elecciones al empresario farmacéutico, Víctor González Torres quien perdió la nominación ante Patricia Mercado, apoyada por el sector social demócrata.
En 2006, estalló un conflicto magisterial que posteriormente se tornó en un enfrentamiento social entre sectores encabezados por el Sindicato y la Coordinadora Nacional de Trabajadores de la Educación, a las que más tarde se uniría la denominada Asamblea Popular de los Pueblos de Oaxaca. Juchitán fue uno de los escenarios clave del conflicto. La COCEI osciló entre el apoyo a las movilizaciones y algunos gestos favorables con el entonces gobernador Ulises Ruiz Ortiz, la división interna en la organización se hizo evidente durante el periodo de crisis social. Se puede decir que en general la organización se mantuvo al margen del problema, debido a las relaciones de la dirigencia con los aparatos de poder del Estado.
En 2007, la COCEI rompió el acuerdo que mantenía con el PRD y establece una alianza con el Partido del Trabajo, la fuerza electoral de la organización le permite mantener la alcaldía con Mariano Santana López Santiago, quien gobernó hasta el año 2009. En 2013, la Coalición volvió al Ayuntamiento de la mano del PRD, con Saúl Vicente Vásquez como Presidente durante el periodo 2014-2016.
En 2015, la unidad del partido se volvió a fragmentar tras el surgimiento a nivel nacional de Morena, una parte de la militancia apostó por integrarse en el partido de Andrés Manuel López Obrador, mientras que otros sectores se mantuvieron relaciones con el PRD o el PT. En las elecciones de 2016, la COCEI no presentó candidato a las elecciones debido a irregularidades en su proceso interno, que fue anulado, los militantes se repartieron entre apoyar a Morena, al PT o a la nueva coalición entre el PRD y el Partido Acción Nacional.
En 2017, la dirigencia del partido anunció su apoyo a la alianza entre el PT y Morena de cara a las elecciones de 2018.Como resultado de esa decisión la COCEI ganó el derecho de postular a un militante suyo al frente de  la candidatura, se trató de Emilio Montero Pérez, quien logró ganar los comicios.
Para las elecciones de 2021 la Coalición rompió su acuerdo con el PT debido a conflictos del partido con Montero, quien llegó a denunciar amenazas en su contra por parte de militantes coceístas. En su lugar, la COCEI apoyó la candidatura de Morena, encabezada por Héctor Pineda Santiago. Finalmente resultó reelecto Montero Pérez con el 34.65% de los votos ante el 31.69% del candidato morenista.

## Relación con la sociedad
La COCEI surgió como un partido relacionado con los movimientos estudiantiles, campesinos y obreros de la región del Istmo de Tehuantepec. Durante sus primeros años de existencia, la organización hizo uso de un discurso dirigido a las clases sociales destacando las diferencias entre la sociedad acomodada y el pueblo trabajador, la denuncia al sistema de la época le llevó a ganarse apoyos en la zona. El partido se aprovechó de la falta de una organización opositora nacional con presencia en el Istmo, por lo que se convirtió en un vínculo necesario para que los partidos de izquierda nacional (PCM, PSUM, PRD) pudieran presentarse y ganar elecciones.
Conforme fue aumentando su apoyo social, los cuadros del partido pasaron de un activismo a convertirse en una organización política con un esquema similar al de los demás partidos. Aun así, la Coalición siguió siendo vista como uno de los referentes en la historia de la movilización política y social en el estado.
A la vez que la COCEI crecía, comenzaron a utilizar tácticas similares a las de otros partidos, al utilizar la movilización popular, como una herramienta para sus propios intereses. Al ser una organización social que se ha convertido en el altavoz de la población de la región ha creado redes clientelares en diversos sectores populares que son movilizados para obtener beneficios políticos o económicos.
A partir del 2002, la COCEI, o miembros de la misma, comenzaron a recurrir a métodos de protesta para lograr la satisfacción de sus demandas, la vía de protesta más común ha sido la realización de manifestaciones callejeras, además suele ser habitual la instalación de bloqueos carreteros para obstaculizar el tránsito y forzar al estado a aceptar sus demandas, pero también se han registrado hechos como retención de vehículos, negar el acceso a establecimientos comerciales y oficinas de gobierno, o actos de vandalismo.
La Coalición ha penetrado en muchos de los gremios de Juchitán y otras poblaciones donde tiene poder, incluso se ha llegado a denunciar hostigamiento por parte de la organización en contra aquellos que no militan en las asociaciones simpatizantes del partido, o incluso de tratar de establecer monopolios en algunos sectores como el transporte público local.
La división de la COCEI en distintos sectores ha provocado críticas en su propio partido, Óscar Cruz López, uno de los fundadores de la Coalición, ha cuestionado que algunos sectores pongan en riesgo la "paz social" en busca de puestos políticos:  "antes había una organización que luchaba por los intereses del pueblo, la democracia; hoy algunos grupos se dedican a pelear por el poder".
Al igual que otras organizaciones político-sociales del estado de Oaxaca, la COCEI ha sido acusada de buscar recursos económicos mediante invasiones de tierras o del bolsillo de inversionistas que buscan establecer sus negocios en la zona, pese a ser organismos que reciben dinero del presupuesto público.
El partido además ha sufrido escisiones como el Partido Obrero Socialista denominado posteriormente Movimiento al Socialismo.